# Poigne de fer et séduction
Poigne de fer et séduction ou Les Protecteurs au Québec (The Protectors) est une série télévisée britannique en 52 épisodes de 25 minutes, créée par Gerry Anderson, produite par ITC et diffusée entre le 29 septembre 1972 et le 15 mars 1974 sur le réseau ITV.
En France, la série a été diffusée à partir du 24 novembre 1972 sur la deuxième chaîne de l'ORTF, et au Québec à partir du 4 septembre 1973 sur les stations du réseau TVA.
On y retrouve, entre autres, Robert Vaughn, dans le rôle de Harry Rule, que l'on avait vu dans la série Des agents très spéciaux de 1964 à 1968, alors qu'il jouait le personnage de Napoléon Solo. Un autre acteur de cette présente série, Tony Anholt qui joue ici Paul Buchet, reviendra deux ans plus tard dans la seconde saison de Cosmos 1999 pour incarner Tony Verdeschi, le chef de la sécurité de la base lunaire Alpha.

## Synopsis
Les aventures de trois détectives internationaux (un Anglais, une Italienne et un Français) appartenant à une organisation appelée The Protectors. Leur mission : traquer le crime aux quatre coins du monde...

## Distribution
- Robert Vaughn (VF : Claude Joseph) : Harry Rule
- Nyree Dawn Porter (VF : Perrette Pradier) : Comtesse Caroline di Contini
- Tony Anholt : Paul Buchet
- Yasuko Nagazumi : Suki

Version française réalisée par la Société SOFI sous la direction de Pierre Salva.

## Fiche technique
Production
- Créateur : Gerry Anderson
- Producteur :
- Directeur de Production : Norman Foster
- Prises de vues : Brendan J Stafford
- Post Production : Desmond Saunders
- Directeur artistique : Bob Bell
- Chef monteur : David Lane
- Assistant Réalisateur : David Bracknell ou Frank Hollands
- Montage Son : Peter Pennel
- Montage Musique : Alan Willis
- Ingénieurs du Son : J. B. Smith et Dennis Whitlock ou Len Abbott
- Distribution : Mary Selway
- Trucage Laboratoires Rank Film
- Opérateur : Ray Sturgess
- Continuité : Marjorie Lavelly

Tourné dans les Studios EMI/MGM à Londres, Angleterre et en extérieurs.
Habillage
- Les robes de Mlle Porter sont de Germinal Rangel.
- Maquillage : Eddie Knight
- Coiffures : Betty Sherriff
- Costumes : James Smith
- Ensemblier : Roy Vincente

## Générique
- Le générique de début est instrumental, sur l'air de Avenues and Alleyways (en).
- La musique du générique de fin français est Dans les rues et dans les avenues et en anglais Avenues and Alleyways, chanté par Tony Christie.
- Musique composée et dirigée par John Cameron.
- Thème musical : Dans les rues et dans les avenues de Mitch Murray et Peter Callander.
- Paroles françaises : Marcel Stellman

## Épisodes

### Première saison (1972-1973)
1. Chute libre (2000 Ft. to Die)
2. Liberté, fraternité (Brother Hood) avec Vladek Sheybal
3. Disparition (Disappearing Trick) avec Derren Nesbitt
4. Le Témoin (Your Witness) avec Stephanie Beacham
5. Code secret (The Quick Brown Fox)
6. Le Jeu des nombres (The Numbers Game) avec Margaret Lee
7. Triple jeu (Triple Cross) avec John Neville
8. Vengeance (A Kind of Wild Justice) avec Paul Freeman
9. Un plus un égale un (One and One Makes One) avec Michael Gough
10. Ne cherchez pas à voir le diable (See No Evil)
11. L'Équilibre de la terreur (Balance of Terror) avec Laurence Naismith
12. Le Diamant (King Con) avec Ronald Lacey
13. L'Enlèvement (The Big Hit)
14. L'Accident (Think Back) avec Ian Hendry
15. Le Premier Cercle (The First Circle) avec Ed Bishop
16. Accident de chasse (Chase) avec Patrick Magee
17. Le Président (With a Little Help from My Friends) avec Jeremy Brett
18. À perpétuité (For the Rest of your Natural) avec Susan Travers
19. Les Gardes du corps (The Bodyguards) avec Freddie Jones
20. Une vieille histoire (Talkdown) avec Derren Nesbitt
21. La Mallette (A Case for the Right) avec Milo O'Shea
22. Une question de vie ou de mort (A Matter of Life and Death)
23. Le Petit Chien (It Could Be Practically Anywhere of the Island) avec Vernon Dobtcheff
24. La Voix (Vocal) avec Shane Rimmer
25. Un vieil ami (It Was All Over in Leipzig) avec Ron Randell
26. Un grand malade (Ceremony for the Dead)

### Deuxième saison (1973-1974)
1. Éva (Bagman)
2. La Rançon (The Bridge)
3. La Vente aux enchères (Fighting Fund)
4. L'Insaisissable Quin (Quin)
5. Léna (Lena)
6. Adieu Georges (Goodbye Georges)
7. Le Livreur (Implicado)
8. La Dernière Frontière (The Last Frontier)
9. La Collection Malvern (Baubles, Bangles and Beads)
10. Espionnage industriel (Petard)
11. Le Buisson ardent (Burning Bush)
12. Retour au pays natal (Border Line)
13. WAM - 1re partie (WAM - Part 1)
14. WAM - 2e partie (WAM - Part 2)
15. La Chasse au dragon (Dragon Chase)
16. Zeke (Zeke's Blues)
17. Vacances à Venise (Decoy)
18. Dépression nerveuse (A Pocketful of Posies)
19. Le Tueur (Shadbolt)
20. Une délicate mission (Sugar and Spice)
21. Le Fourgon (Blockbuster)
22. Panique à la banque (Wheels)
23. Le Tigre et la chèvre (The Tiger and the Goat)
24. Le Négatif envolé (The Insider)
25. Le Procès (Trial)
26. Route 27 (Route 27)

## DVD (France)
4 coffrets pour l'intégrale chez l'éditeur LCJ éditions et productions, en français son mono uniquement.
- Poigne de fer et séduction Saison 1 Partie 1 (coffret 4 DVD de 13 épisodes) sorti le 11 octobre 2010. (ASIN B0041ENVMU)
- Poigne de fer et séduction Saison 1 Partie 2 (Coffret 4 DVD de 13 épisodes) sorti le 11 janvier 2011. (ASIN B004FVYQEG)
- Poigne de fer et séduction Saison 2 Partie 1 (Coffret 4 DVD de 13 épisodes) sorti le 20 février 2012. (ASIN B0070VED1E)
- Poigne de fer et séduction Saison 2 Partie 2 (Coffret 4 DVD de 13 épisodes) sorti le 27 avril 2012. (ASIN B007P0JOMS)

## Commentaire
Cette série fait penser à Chapeau melon et bottes de cuir version 1976 et à Des agents très spéciaux où Robert Vaughn (Napoléon Solo) et David McCallum (Illya Kuryakine) traquaient aussi les ennemis aux quatre coins du monde. On y retrouve également l'ambiance (et des membres de l'équipe) d’Amicalement vôtre, série contemporaine.